# اوگو سانچس گررو
اوگو سانچس گررو (اسپانیایی: Hugo Sánchez Guerrero‎؛ زادهٔ ۸ مهٔ ۱۹۸۱) بازیکن سابق و مربی فوتبال اهل مکزیک است.
از باشگاه‌هایی که در آن بازی کرده‌است می‌توان به باشگاه فوتبال تیگرس اونال اشاره کرد.
وی همچنین در تیم‌های ملی فوتبال زیر ۲۳ سال مکزیک و مکزیک بازی کرده‌است.